# Naughty America

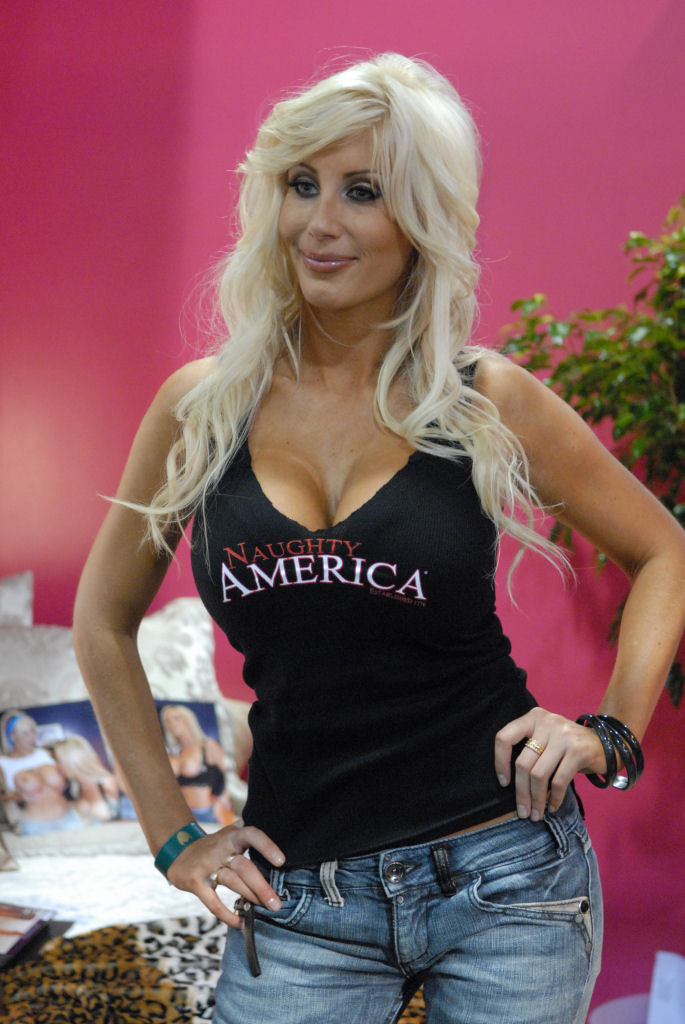
La actriz sueca Puma Swede, con una camiseta de la productora, es una de las chicas de Naughty America.

Naughty America es una productora de cine pornográfico que se especializa en las fantasías (la mayoría de su contenido consiste en el reality pornográfico). Sus estudios están en Los Ángeles (California), y sus oficinas corporativas tienen su sede en San Diego (California). Naughty America pertenecía anteriormente a La Touraine, Inc., no obstante su entidad como empresa cambió en junio de 2008. La compañía dispone de un equipo de guionistas femeninas y se enorgullece en producir contenidos que no degraden a las actrices. La compañía se distingue de sitios semejantes por filmar escenas que sean de contenido no degradante.

## Historia
Comenzó en junio de 2000 con un personal pequeño bajo el nombre de SoCal Cash, la compañía cambió su nombre en marzo de 2004 a Naughty America, y ahora tiene una plantilla de 60 personas.
Naughty America tiene aproximadamente 70 DVDs que contiene las producciones de su Website. Estos DVD se distribuyen por todo el mundo por Pureplay Media desde noviembre de 2005.
En agosto de 2007, Naughty America comenzó a publicar The Naughty American, un sitio web de noticias y comentarios enfocados en naughtiness de alrededor de los Estados Unidos. La publicación, conocida coloquialmente como TNA, se puede encontrar en su página oficial.
Al principio de 2008, el lema de Naughty America cambió del The Difference Is Here (La diferencia está aquí) al Nobody Does It Better (Nadie lo hace mejor).
PornoTube también tiene a Naughty America como uno de sus canales oficiales.

## Actrices
Las actrices más destacadas que han trabajado para Naughty America son: Emma Starr, Nikki Benz, Esperanza Gómez, Lisa Ann, Raylene, Amber Lynn, Bree Olson, Carmella Bing, Devon Lee, Devon Michaels, Sara Jay, Eva Angelina, Gianna Michaels, Ice La Fox, Jada Fire, Julia Ann, Julia Bond, Katja Kassin, Kylie Ireland, Monica Mayhem, Monica Sweetheart, Naomi Russell, Nina Hartley, Penny Flame, Puma Swede, Rita Faltoyano, Roxy Jezel, Sandra Romain, Sasha Grey, Shyla Stylez, Teagan Presley, Trina Michaels, Vanessa Blue y Vicky Vette, entre muchas otras.

## Premios
Naughty America/Pure Play Media ganó el premio AVN 2008 a la Mejor Serie de Temática Étnica (asiática) por la serie Asian 1 on 1.